# 篠塚保
篠塚 保（しのつか たもつ）は、日本の外交官。バングラデシュ駐箚特命全権大使を経て、2011年（平成23年）から国際テロ対策・組織犯罪対策協力担当大使、2012年（平成24年）からはサイバー政策担当大使も兼務する。

## 人物・経歴
- 1973年（昭和48年）慶應義塾大学法学部政治学科を卒業する。外務公務員上級試験に合格し、1975年（昭和50年）外務省に入省した。
- 1989年（平成元年） 8月 在オーストリア大使館一等書記官
- 1989年（平成元年） 11月 ウィーン国際機関日本政府代表部一等書記官
- 1992年（平成4年）1月 ウィーン国際機関日本政府代表部参事官
- 1993年（平成5年）1月 国際連合局経済課地球環境室長
- 1993年（平成5年）8月 東宮侍従
- 1996年（平成8年）8月 総合外交政策局軍備管理軍縮課長
- 1998年（平成10年）4月 在ドイツ日本国大使館参事官
- 1999年（平成11年）1月 在ドイツ大使館公使
- 2001年（平成13年）2月 在パキスタン大使館公使
- 2003年（平成15年）4月 総合研究開発機構国際研究交流部長
- 2006年（平成18年）9月 デトロイト総領事
- 2009年（平成21年）7月 バングラデシュ駐箚特命全権大使
- 2011年（平成23年）10月 特命全権大使（国際テロ対策・組織犯罪対策協力担当）
- 2012年（平成24年）2月 特命全権大使（サイバー政策担当）兼任[1]
- 2012年（平成24年）10月2日 依願退官
- 2013年（平成25年）4月 防衛大学校防衛教育学群安全保障・危機管理教育センター教授[2]
  - 一般社団法人日本爆発物探知犬セキュリティ協会特別会員[3]
- 2024年（令和6年） 瑞宝中綬章受章[4]。

## 同期
- 河相周夫（12年外務事務次官・10年内閣官房副長官補）
- 別所浩郎（12年駐韓大使・10年外務審議官）
- 奥田紀宏（13年駐カナダ大使・10年駐エジプト大使・08年国連次席大使）
- 谷崎泰明（13年外務省研修所長・10年駐ベトナム大使）
- 三輪昭（14年関西担当大使・10年駐ブラジル大使・08年駐ポルトガル大使）
- 鈴木庸一（13年駐フランス大使・10年駐シンガポール大使）
- 持田繁（10年国連事務総長副特別代表）
- 門司健次郎（13年ユネスコ代表部大使・10年駐カタール大使）
- 渥美千尋（11年駐アイルランド大使・08年駐パキスタン大使）
- 山口寿男（07年駐ノルウェー大使・06年駐イラク大使）
- 岸野博之（13年駐ラオス大使・10年駐エチオピア大使）
- 水城幾雄（10年駐パナマ大使）
- 江川明夫（13年駐スロバキア大使・10年駐ザンビア大使）
- 竹内春久（13年駐シンガポール大使・11年駐沖縄担当大使・08年駐イスラエル大使）
- 西林万寿夫（13年駐ギリシャ大使・10年兼北極担当大使・12年文化交流担当大使・09年駐キューバ大使）
- 蒲原正義（13年駐カザフスタン大使・12年査察担当大使・9年駐グルジア大使）
- 森元誠二（13年駐スウェーデン大使・08年駐オマーン大使）
- 小林祐武（98年外務省経済局総務参事官室課長補佐）
- 椿秀洋（12年駐ボリビア大使）
- 庄司隆一（11年駐ナイジェリア大使）
- 清水武則（11年駐モンゴル大使）
- 隈丸優次（13年駐カンボジア大使）
- 藤田順三（13年駐ウガンダ大使）
- 丸尾眞（12年科学技術協力担当大使・10年駐キルギス大使）
- 名井良三（13年駐アンゴラ大使）
- 福田米蔵（11年駐ジンバブエ大使）
- 大部一秋（13年駐ウルグアイ大使）

## 著作

### 論文
- 『豆満江地区開発の現状と課題』（『NIRA政策研究』, 2004.12月に収録）
- 『中国東北地方振興戦略とNIRAのグランドデザイン研究』（『NIRA政策研究』, 2006.1月に収録）
- 『中国東北地方振興と北東アジアの開発戦略』（『NIRA政策研究』, 2006.に収録）
- 『生まれ変わる中国東北地方－振興政策と北東アジア地域協力－』（『外交フォーラム』,2006年7月号に収録）